# Transformación geométrica
En matemáticas, una transformación geométrica es cualquier biyección de un conjunto a sí mismo (o a otro conjunto de este tipo) con algún sustento geométrico destacado. Más específicamente, es una función cuyo dominio y rango son conjuntos de puntos - más a menudo ambos {\displaystyle \mathbb {R} ^{2}} o ambos {\displaystyle \mathbb {R} ^{3}} - de tal manera que la función es inyetiva para que su inversa exista. El estudio de la geometría puede abordarse a través del estudio de estas transformaciones.

## Clasificaciones
Las transformaciones geométricas pueden clasificarse por la dimensión de sus conjuntos de operandos (distinguiendo así entre, por ejemplo, las transformaciones planas y las transformaciones espaciales). También se pueden clasificar según las propiedades que preservan:
- Los desplazamientos preservan distancias y ángulos orientados (por ejemplo, traslación);[3]
- Las isometrías conservan los ángulos y las distancias (por ejemplo, transformaciones euclídeas);[4][5]
- semejanzas preservan los ángulos y las relaciones entre las distancias (por ejemplo, el cambio de tamaño);[6]
- transformaciones afines preservan el paralelismo (por ejemplo, escalamiento, cizallamiento);[5][7]
- Las homografías preservan la colinealidad;[8]

Cada una de estas clases contiene a la anterior.
- Transformación de Möbiuss que utilizan coordenadas complejas en el plano (así como la inversión del círculo) preservan el conjunto de todas las líneas y círculos, pero pueden intercambiar líneas y círculos.

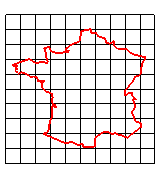
Imagen original (basada en el mapa de Francia)
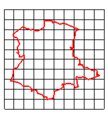
Isometría
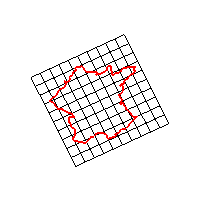
Semejanzas
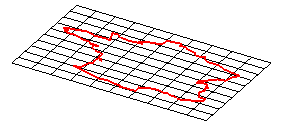
transformaciones afines
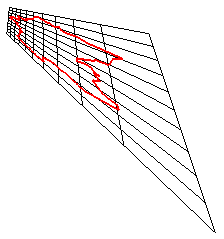
homografías
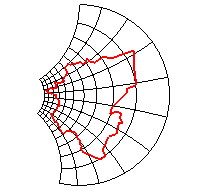
Inversión del círculo

- Transformación conforme, preservan ángulos, y son, en primer orden, semejanzas.
- Transformaciones equiareales, preservan áreas en el caso plano o volúmenes en el caso tridimensional.[9] y son, en primer orden, transformaciones afines de  determinante 1.
- Homeomorfismos (transformaciones bicontinuas) preservan las vecindades de los puntos.
- Difeomorfismos (transformaciones bidiferenciables) son las transformaciones que son afines en primer orden; contienen a las anteriores como casos especiales, y pueden refinarse aún más.[10]

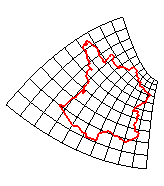
Transformación conforme
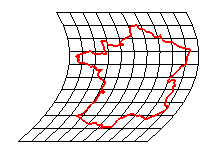
Transformaciones equiareales
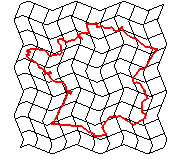
Homeomorfismos
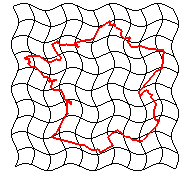
Difeomorfismos

Las transformaciones del mismo tipo forman grupos que pueden ser subgrupos de otros grupos de transformación.

## Acciones de grupos opuestos
Muchas transformaciones geométricas se expresan con álgebra lineal. Las transformaciones lineales biyectivas son elementos de un grupo lineal general. La transformación lineal A es no singular. Para un vector fila v, el producto matricial vA da otro vector fila w = vA.
La transpuesta de un vector fila v es un vector columna vT, y la transpuesta de la igualdad anterior es {\displaystyle w^{T}=(vA)^{T}=A^{T}v^{T}}. Aquí  AT proporciona una acción izquierda en los vectores de columna.
En geometría de transformación hay composiciones AB. Comenzando con un vector fila v, la acción correcta de la transformación compuesta esw = vAB. Después de la transposición,
{\displaystyle w^{T}=(vAB)^{T}=(AB)^{T}v^{T}=B^{T}A^{T}v^{T}.}
Así, para AB la acción de grupo izquierda asociada es {\displaystyle B^{T}A^{T}.} En el estudio de los grupos opuestos, se hace la distinción entre acciones de grupos opuestos, pues los únicos grupos para los cuales estos opuestos son iguales son los grupos conmutativos.